# Никольское (Камчатский край)
Нико́льское (алеут. Никоольскиҳ) — село в Камчатском крае России, административный центр и единственный населённый пункт Алеутского района (муниципального округа). Образовывало Никольское сельское поселение.
Расположено на северо-западе острова Беринга — крупнейшего из Командорских островов.

## История
Основано в 1826 году переселенцами с острова Атка (один из Алеутских островов).
Постановлением ВЦИК от 10 января 1932 года из островного Алеутского туземного района был образован Алеутский национальный район с административным центром в селении Никольском на острове Беринга.
На начало XXI века Никольское осталось единственным обитаемым населённым пунктом в архипелаге. Ранее существовали также населённые пункты Северное, Саранное на острове Беринга и Преображенское на острове Медный, жители которых были переселены в Никольское в 1960-х годах.
Статус и границы сельского поселения установлены Законом Камчатской области от 17 декабря 2004 года № 238 «Об установлении границ муниципальных образований, расположенных на территории Алеутского района Камчатской области, и о наделении их статусом муниципального района, сельского поселения».
Законом от 30 апреля 2020 года Никольское сельское поселение упразднено и вместе со всем Алеутским муниципальным районом преобразовано в Алеутский муниципальный округ с переходным периодом до 31 декабря 2020 года.

## Население
| 1888 | 1926 | 1939 | 1959 | 1970  | 1979  | 1989  |
| ---- | ---- | ---- | ---- | ----- | ----- | ----- |
| 342  | ↘180 | ↗252 | ↗565 | ↗1023 | ↗1240 | ↗1356 |
| 2002 | 2009 | 2010 | 2012 | 2013  | 2014  | 2015  |
| ↘808 | ↘613 | ↗676 | ↗705 | ↘691  | ↗692  | ↘637  |
| 2016 | 2017 | 2018 | 2019 | 2020  | 2021  | 2023  |
| ↗683 | ↗688 | ↗718 | ↘696 | ↘676  | ↘654  | ↘624  |

### Национальный состав
Единственное в России место компактного проживания алеутов.

### Языковой состав
Родной язык населения по данным переписи 1897 года:
| Язык                           | Численность, чел. | Доля     |
| ------------------------------ | ----------------- | -------- |
| Алеутский                      | 338               | 88,02 %  |
| Русский («великорусский»)      | 41                | 10,68 %  |
| Ительменский («камчадальский») | 3                 | 0,78 %   |
| Немецкий                       | 1                 | 0,26 %   |
| Китайский                      | 1                 | 0,26 %   |
| Итого                          | 384               | 100,00 % |

В Никольском проживали последние носители медновского и беринговского диалектов алеутского языка (в 2006 г. менее 10 чел. для каждого).

## Инфраструктура
По закону о местном самоуправлении в муниципальном районном образовании должно быть не менее двух населённых пунктов, имеющих при этом общую территорию. На референдуме, проведённом в селе в 2005 году, избиратели проголосовали против расформирования района и объединения его с каким-либо другим. Таким образом, в селе действуют две администрации (муниципального района и сельского поселения) и два Совета депутатов.
В селе действует средняя школа, детский сад, больница. 28 ноября 2007 было торжественно открыто новое здание школы на 200 учащихся, в ноябре 2008 года для нужд школы на остров был доставлен микроавтобус. С 1965 года в селе работает Алеутский краеведческий музей.

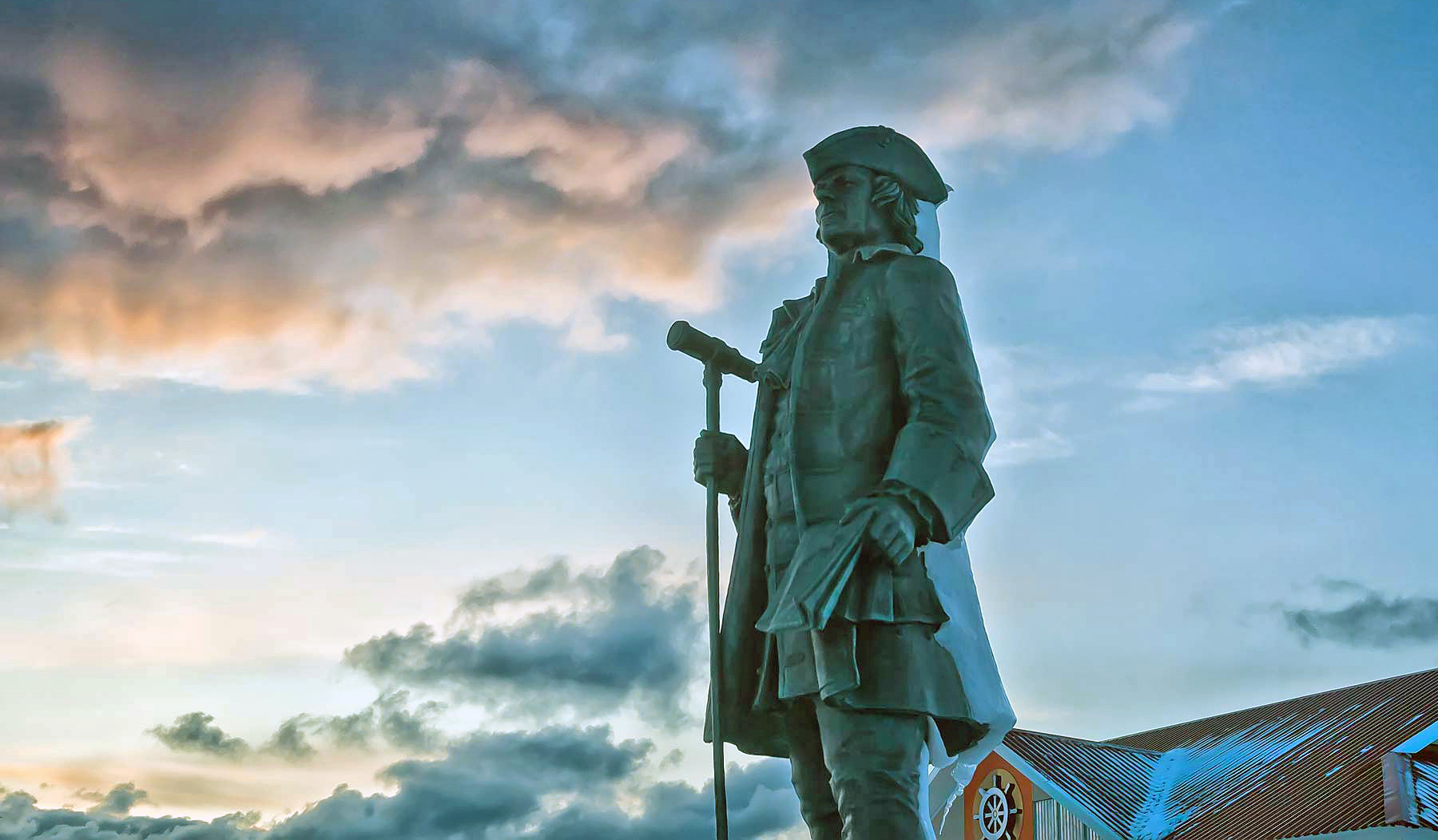
Памятник Витусу Берингу в селе Никольское на острове Беринга

В сентябре 2016 года в центральной части села открыта первая в этих местах гостиница, рассчитанная на 18 номеров, рядом с которой установлен памятник Витусу Берингу.
Электроэнергией посёлок обеспечен от местной дизельной электростанции. Также установлены ветроэнергетические установки суммарной мощностью 550 кВт, однако их эксплуатация фактически прекращена.
Село Никольское обеспечено авиасообщением из аэропорта «Никольское», расположенного в 4 км от села, рейсами в Усть-Камчатск и Петропавловск-Камчатский.
Грузо-пассажирское морское сообщение с портом Петропавловска-Камчатского осуществляется в круглогодичном режиме.

## Русская православная церковь
17 сентября 2010 года село посетил патриарх Московский и всея Руси Кирилл и освятил основание для будущего храма. Летом 2012 года работы по строительству храма Николая Чудотворца в селе были завершены.

## Климат
Климат умеренный океанический с холодным и влажным летом и сравнительно мягкой зимой, среднегодовая температура составляет +2,8 °С, характерно ярко выраженное преобладание пасмурной погоды.
- Среднегодовая температура — +2,8 °C,
- Среднегодовая скорость ветра — 6,5 м/с,
- Среднегодовая влажность воздуха — 84,7 %[38].

| Показатель                    | Янв.  | Фев.  | Март | Апр.  | Май  | Июнь | Июль | Авг. | Сен. | Окт. | Нояб. | Дек.  | Год   |
| ----------------------------- | ----- | ----- | ---- | ----- | ---- | ---- | ---- | ---- | ---- | ---- | ----- | ----- | ----- |
| Абсолютный максимум, °C       | 6,6   | 9,2   | 11,2 | 16,8  | 12,3 | 16,9 | 22,2 | 22,1 | 17,2 | 13,9 | 8,9   | 7,8   | 22,2  |
| Средний суточный максимум, °C | −2,2  | −2,2  | −1,7 | 0,6   | 3,3  | 6,7  | 10,0 | 11,7 | 10,6 | 6,7  | 2,2   | −1,1  | 3,9   |
| Средняя температура, °C       | −3,3  | −3,3  | −2,8 | −0,6  | 2,2  | 5,6  | 8,9  | 10,6 | 9,4  | 5,6  | 0,6   | −2,2  | 2,8   |
| Средний суточный минимум, °C  | −5    | −5    | −4,4 | −2,2  | 1,1  | 3,9  | 7,8  | 9,4  | 7,8  | 3,9  | −0,6  | −3,3  | 1,1   |
| Абсолютный минимум, °C        | −13,9 | −17,2 | −15  | −12,8 | −6,1 | 0,0  | 2,2  | 6,1  | 0,0  | −3,9 | −7,2  | −16,1 | −17,2 |
| Норма осадков, мм             | 43    | 36    | 36   | 48    | 43   | 30   | 51   | 66   | 61   | 74   | 58    | 51    | 597   |
| Источник: weatherbase         |       |       |      |       |      |      |      |      |      |      |       |       |       |

| Показатель                        | Янв. | Фев. | Март | Апр. | Май | Июнь | Июль | Авг. | Сен. | Окт. | Нояб. | Дек. | Год  |
| --------------------------------- | ---- | ---- | ---- | ---- | --- | ---- | ---- | ---- | ---- | ---- | ----- | ---- | ---- |
| Средний суточный максимум, °C     | −1,2 | −0,8 | 0,3  | 2,3  | 4,9 | 8,3  | 11,8 | 13,3 | 11,9 | 7,5  | 3,1   | 0,1  | 5,0  |
| Средняя температура, °C           | −2,4 | −3,1 | −1   | 1,0  | 3,4 | 6,8  | 10,3 | 12,0 | 10,3 | 5,8  | 1,6   | −1,2 | 3,6  |
| Средний суточный минимум, °C      | −3,7 | −4,3 | −2,3 | −0,4 | 1,9 | 5,2  | 8,9  | 10,6 | 8,7  | 4,2  | 0,1   | −2,6 | 2,2  |
| Среднее число дней с заморозками  | 18,9 | 19,6 | 10,3 | 2,3  | 0,0 | 0,0  | 0,0  | 0,0  | 0,0  | 0,1  | 3,6   | 13,1 | 68,0 |
| Источник: www.weatheronline.co.uk |      |      |      |      |     |      |      |      |      |      |       |      |      |

| Солнечное сияние, часов за месяц (за период 2015-2024 гг). | Солнечное сияние, часов за месяц (за период 2015-2024 гг). | Солнечное сияние, часов за месяц (за период 2015-2024 гг). | Солнечное сияние, часов за месяц (за период 2015-2024 гг). | Солнечное сияние, часов за месяц (за период 2015-2024 гг). | Солнечное сияние, часов за месяц (за период 2015-2024 гг). | Солнечное сияние, часов за месяц (за период 2015-2024 гг). | Солнечное сияние, часов за месяц (за период 2015-2024 гг). | Солнечное сияние, часов за месяц (за период 2015-2024 гг). | Солнечное сияние, часов за месяц (за период 2015-2024 гг). | Солнечное сияние, часов за месяц (за период 2015-2024 гг). | Солнечное сияние, часов за месяц (за период 2015-2024 гг). | Солнечное сияние, часов за месяц (за период 2015-2024 гг). | Солнечное сияние, часов за месяц (за период 2015-2024 гг). |
| Янв                                                        | Фев                                                        | Мар                                                        | Апр                                                        | Май                                                        | Июн                                                        | Июл                                                        | Авг                                                        | Сен                                                        | Окт                                                        | Ноя                                                        | Дек                                                        | Год                                                        |                                                            |
| 34,6                                                       | 46,1                                                       | 86,6                                                       | 102,3                                                      | 95,5                                                       | 84,9                                                       | 69,2                                                       | 75,6                                                       | 130                                                        | 105,1                                                      | 54,6                                                       | 23,7                                                       | 908,2                                                      |                                                            |
| ---------------------------------------------------------- | ---------------------------------------------------------- | ---------------------------------------------------------- | ---------------------------------------------------------- | ---------------------------------------------------------- | ---------------------------------------------------------- | ---------------------------------------------------------- | ---------------------------------------------------------- | ---------------------------------------------------------- | ---------------------------------------------------------- | ---------------------------------------------------------- | ---------------------------------------------------------- | ---------------------------------------------------------- | ---------------------------------------------------------- |

## Достопримечательности
- Памятник Владимиру Ильичу Ленину
- Памятник Витусу Берингу — в 2016 году в честь 275-летия открытия Командорских островов на острове Беринга в селе Никольское установлен памятник Витусу Берингу — ростовая скульптура, выполненная из бронзы.
- Церковь Святителя Николая Чудотворца — единственный действующий храм на Командорских островах.
- Краеведческий музей — 13 июня 1965 г состоялось официальное открытие музея в селе Никольском (ул. Советская, д. 13).
- Этно-культурный центр — в 2013 г. построен этнокультурный комплекс в селе Никольском (ул. 50 лет Октября, д.11).

## Уроженцы
- Гончарюк Варвара Михайловна (1908 г.р., Алеутский р-н,, с. Никольское) — кавалер Орден Отечественной войны II степени[40].
- Гребенников Василий Иванович (1912 г.р., Алеутский р-н,, с. Никольское) — кавалер Орден Отечественной войны II степени[41].
- Дектярев Павел Григорьевич (1914 г.р., Алеутский р-н,, с. Никольское) — кавалер Орден Отечественной войны II степени[42].
- Нижегородов Иван Григорьевич (1924 г.р., Алеутский р-н,, с. Никольское) — кавалер Орден Отечественной войны II степени[43].
- Чучков Григорий Васильевич (1900 г.р., Алеутский р-н,, с. Никольское) — кавалер Орден Отечественной войны II степени[44].